# Карботермия
Карботермические реакции включают восстановление веществ, часто оксидов металлов, используя углерод в качестве восстановителя. Эти химические реакции обычно проводятся при температуре в несколько сотен градусов Цельсия. Такие процессы применяются для изготовления свободных химических элементов. Карботермические реакции бесполезны для некоторых оксидов, чаще всего, оксидов активных металлов (оксида натрия, калия, лития и иных). Способность металлов участвовать в карботермических реакциях можно предсказать из диаграмм Эллингема.
Карботермические реакции производят оксид углерода(II), и, иногда, оксид углерода(IV) . Возможность этих преобразований объясняется энтропией реакции: два твердых вещества, оксид металла и углерод, превращаются в новое твердое вещество (металл) и газ (СО), причем последнее имеет высокую энтропию. Тепло требуется для карботермических реакций, потому что в противном случае диффузия реагирующих твердых веществ идет медленно.

## Примеры
Ярким примером является плавка железной руды. Многие реакции участвуют, но упрощенное уравнение обычно отображается как:
{\displaystyle {\ce {2Fe2O3 + 3C -> 4Fe + 3CO2}}}
В более скромных масштабах около 1 миллиона тонн элементарного фосфора производится ежегодно карботермическими реакциями. Фосфат кальция (фосфатная порода) нагревают до 1200–1500 ° C с помощью песка (преимущественно состоящего из оксида кремния(IV)) и кокса (нечистого углерода).
Химическое уравнение для этого процесса при запуске с фторапатитом, обычным фосфатным минералом, имеет вид:
{\displaystyle {\ce {4Ca5(PO4)3F + 18SiO2 + 30C ->[t] 3P4 + 2CaF2 + 18CaSiO3 + 30CO}}}
Исторический интерес представляет процесс Леблана. Ключевым этапом в этом процессе является восстановление сульфата натрия углем: [3]
{\displaystyle {\ce {Na2SO4 + 2C ->[t] Na2S + 2CO2}}}
Затем сульфид натрия Na2S обрабатывают карбонатом кальция с получением карбоната натрия, товарного химического вещества:
{\displaystyle {\ce {Na2S + CaCO3 -> CaS v + Na2CO3}}}

### Вариации
Иногда карботермические реакции связаны с другими превращениями. Одним из примеров является хлоридный процесс отделения титана от ильменита, основной руды титана. В этом процессе смесь углерода и измельченной руды нагревают при 1000°С в потоке газообразного хлора, получая тетрахлорид титана:
{\displaystyle {\ce {2FeTiO3 + 7Cl2 + 6C ->[t] 2TiCl4 + 2FeCl3 + 6CO}}}
Для некоторых металлов карботермические реакции не дают металла, а вместо этого дают карбид металла . Такое поведение наблюдается для титана, следовательно, используется хлоридный процесс. Карбиды также образуются при высокотемпературной обработке оксида хрома(III) углеродом. По этой причине в качестве восстановителя используется алюминий.